# Otites michiganus
Otites michiganus är en tvåvingeart som beskrevs av Steyskal 1966. Otites michiganus ingår i släktet Otites och familjen fläckflugor. Inga underarter finns listade i Catalogue of Life.